# Ramtvetstjärnet
Ramtvetstjärnet är en sjö i Tanums kommun i Bohuslän och ingår i Enningdalsälvens huvudavrinningsområde. Sjön är 4,4 meter djup, har en yta på 0,028 kvadratkilometer och befinner sig 105 meter över havet.